# Clan Sun (Trois Royaumes)
Le clan Sun (孫) est un clan chinois important apparaissant et s’élevant en dignité à la fin de la dynastie Han et de la période des Trois Royaumes, période durant laquelle il régna sur l'un de ces royaumes. Clan mineur, il s'éleva durant cette période de trouble dans l’Empire Han notamment grâce à Sun Jian, puis établit et dirigea le Jiangdong par Sun Ce en 195 de notre ère, et créa le royaume du Wu quand Sun Quan se proclama Empereur en 229 et ce jusqu'à sa conquête en 280.

## Origine et ascension du clan Sun

### Une Origine légendaire du clan Sun
Selon le Wu Shu, l'ascendance du clan Sun, vieille de six cents ans remonterait à Sun Tzu ou Sun Wu, le légendaire général de l'état du Wu, concepteur de l'Art de la Guerre, durant la période des Printemps et Automnes. Toujours selon lui, les descendants de Sun Tzu auraient vécu dans la région et ce même après la destruction de l'état en 473 av. J.-C.. Rafe de Crespigny statuant que cela est possible, mais que le statut du Clan Sun n'est guère élevé et que n'apparait pas dans les documents de trace d'élévation sociale. Pei Songzhi dans ses annotations du Sanguo zhi, échoue à donner une ascendance claire de Sun Jian. Il y a juste une anecdote citée dans le Yi Yuan au Ve siècle sur son père prénommé Sun Zhong, marchand de melons, qui eut servi une enfant, de façon aimable et courtoise, devant des hommes impressionnés par sa bonne conduite et bonté. Ces derniers se révélèrent être des envoyés divins et lui offrirent un choix : ses descendants pouvaient être marquis pour plusieurs générations ou empereurs mais durant très peu de temps. Sun Zhong choisit la deuxième. Quoi qu'il en soit, le clan Sun et plus particulièrement Sun Jian, Sun Ce et Sun Quan, qui furent les principaux représentants de cette lignée utilisèrent cette ascendance mythique.

### Une Ascension rapide dans un contexte de troubles
Le véritable événement permettant l'ascension du clan fut la révolte des Turbans Jaunes à laquelle Sun Jian prit part en tant qu'officier mineur Han puis reconnu. L'usurpation du pouvoir par Dong Zhuo, permit à Sun Jian de s'affirmer parmi les grands. Sa disparition en 191, laisse le clan sans véritable assise politique, en effet, ses neveux, Sun Ben et Sun Fu servent en tant qu'officiers mineurs de Yuan Shu, et son fils Sun Ce également. C'est l'émancipation de ce dernier par sa conquête du Jiangdong en 195 qui établit fermement le clan Sun dans le Sud. Le long règne de son frère et successeur Sun Quan permet de stabiliser le Jiangdong et le royaume du Wu contre les deux autres entités de la période des Trois royaumes, le royaume du Wei mené par le clan Cao 曹(T'sao), et le Shu Han mené par le clan Liu (劉), relatifs du clan impérial Han.

## Lignée principale
|                       |                       |                           |                           |                           |                           |                           |                           |                             |                             |                             |                             |                             |                             |                              |                              | Sun Zhong 孫鍾               |                              |                              |                              |  |  |                           |                           |                           |                           |                           |                           |  |  |                         |                         |                         |                         |                         |                         |              |              |              |              |              |              |              |              |              |              |              |              |
|                       |                       |                           |                           |                           |                           |                           |                           |                             |                             |                             |                             |                             |                             |                              |                              |                              |                              |                              |                              |  |  |                           |                           |                           |                           |                           |                           |  |  |                         |                         |                         |                         |                         |                         |              |              |              |              |              |              |              |              |              |              |              |              |
|                       |                       |                           |                           |                           |                           |                           |                           |                             |                             |                             |                             |                             |                             |                              |                              |                              |                              |                              |                              |  |  |                           |                           |                           |                           |                           |                           |  |  |                         |                         |                         |                         |                         |                         |              |              |              |              |              |              |              |              |              |              |              |              |
|                       |                       | Sun Jian 孫堅 Wentai 文台 | Sun Jian 孫堅 Wentai 文台 | Sun Jian 孫堅 Wentai 文台 | Sun Jian 孫堅 Wentai 文台 | Sun Jian 孫堅 Wentai 文台 | Sun Jian 孫堅 Wentai 文台 |                             |                             |                             |                             |                             |                             | Sun Qiang 孫羌 Shengtai 聖台 | Sun Qiang 孫羌 Shengtai 聖台 | Sun Qiang 孫羌 Shengtai 聖台 | Sun Qiang 孫羌 Shengtai 聖台 | Sun Qiang 孫羌 Shengtai 聖台 | Sun Qiang 孫羌 Shengtai 聖台 |  |  | Sun Jing 孫靜 Youtai 幼台 | Sun Jing 孫靜 Youtai 幼台 | Sun Jing 孫靜 Youtai 幼台 | Sun Jing 孫靜 Youtai 幼台 | Sun Jing 孫靜 Youtai 幼台 | Sun Jing 孫靜 Youtai 幼台 |  |  | une fille (nom inconnu) | une fille (nom inconnu) | une fille (nom inconnu) | une fille (nom inconnu) | une fille (nom inconnu) | une fille (nom inconnu) |              |              |              |              |              |              | Xu Zhen 徐真 | Xu Zhen 徐真 | Xu Zhen 徐真 | Xu Zhen 徐真 | Xu Zhen 徐真 | Xu Zhen 徐真 |
|                       |                       | Sun Jian 孫堅 Wentai 文台 | Sun Jian 孫堅 Wentai 文台 | Sun Jian 孫堅 Wentai 文台 | Sun Jian 孫堅 Wentai 文台 | Sun Jian 孫堅 Wentai 文台 | Sun Jian 孫堅 Wentai 文台 |                             |                             |                             |                             |                             |                             | Sun Qiang 孫羌 Shengtai 聖台 | Sun Qiang 孫羌 Shengtai 聖台 | Sun Qiang 孫羌 Shengtai 聖台 | Sun Qiang 孫羌 Shengtai 聖台 | Sun Qiang 孫羌 Shengtai 聖台 | Sun Qiang 孫羌 Shengtai 聖台 |  |  | Sun Jing 孫靜 Youtai 幼台 | Sun Jing 孫靜 Youtai 幼台 | Sun Jing 孫靜 Youtai 幼台 | Sun Jing 孫靜 Youtai 幼台 | Sun Jing 孫靜 Youtai 幼台 | Sun Jing 孫靜 Youtai 幼台 |  |  | une fille (nom inconnu) | une fille (nom inconnu) | une fille (nom inconnu) | une fille (nom inconnu) | une fille (nom inconnu) | une fille (nom inconnu) |              |              |              |              |              |              | Xu Zhen 徐真 | Xu Zhen 徐真 | Xu Zhen 徐真 | Xu Zhen 徐真 | Xu Zhen 徐真 | Xu Zhen 徐真 |
|                       |                       |                           |                           |                           |                           |                           |                           |                             |                             |                             |                             |                             |                             |                              |                              |                              |                              |                              |                              |  |  |                           |                           |                           |                           |                           |                           |  |  |                         |                         |                         |                         |                         |                         |              |              |              |              |              |              |              |              |              |              |              |              |
|                       |                       |                           |                           |                           |                           |                           |                           |                             |                             |                             |                             |                             |                             |                              |                              |                              |                              |                              |                              |  |  |                           |                           |                           |                           |                           |                           |  |  |                         |                         |                         |                         |                         |                         | Xu Kun 徐琨  |              |              |              |              |              |              |              |              |              |              |              |
|                       |                       |                           |                           |                           |                           |                           |                           |                             |                             |                             |                             |                             |                             |                              |                              |                              |                              |                              |                              |  |  |                           |                           |                           |                           |                           |                           |  |  |                         |                         |                         |                         |                         |                         |              |              |              |              |              |              |              |              |              |              |              |              |
|                       |                       |                           |                           |                           |                           |                           |                           |                             |                             |                             |                             |                             |                             |                              |                              |                              |                              |                              |                              |  |  |                           |                           |                           |                           |                           |                           |  |  |                         |                         |                         |                         |                         |                         |              |              |              |              |              |              |              |              |              |              |              |              |
| Sun Ce 孫策 Bofu 伯符 | Sun Ce 孫策 Bofu 伯符 | Sun Ce 孫策 Bofu 伯符     | Sun Ce 孫策 Bofu 伯符     | Sun Ce 孫策 Bofu 伯符     | Sun Ce 孫策 Bofu 伯符     |                           |                           | Sun Quan 孫權 Zhongmou 仲謀 | Sun Quan 孫權 Zhongmou 仲謀 | Sun Quan 孫權 Zhongmou 仲謀 | Sun Quan 孫權 Zhongmou 仲謀 | Sun Quan 孫權 Zhongmou 仲謀 | Sun Quan 孫權 Zhongmou 仲謀 |                              |                              |                              |                              |                              |                              |  |  |                           |                           |                           |                           |                           |                           |  |  |                         |                         |                         |                         |                         |                         | Dame Xu 徐氏 | Dame Xu 徐氏 | Dame Xu 徐氏 | Dame Xu 徐氏 | Dame Xu 徐氏 | Dame Xu 徐氏 |              |              |              |              |              |              |
| Sun Ce 孫策 Bofu 伯符 | Sun Ce 孫策 Bofu 伯符 | Sun Ce 孫策 Bofu 伯符     | Sun Ce 孫策 Bofu 伯符     | Sun Ce 孫策 Bofu 伯符     | Sun Ce 孫策 Bofu 伯符     |                           |                           | Sun Quan 孫權 Zhongmou 仲謀 | Sun Quan 孫權 Zhongmou 仲謀 | Sun Quan 孫權 Zhongmou 仲謀 | Sun Quan 孫權 Zhongmou 仲謀 | Sun Quan 孫權 Zhongmou 仲謀 | Sun Quan 孫權 Zhongmou 仲謀 |                              |                              |                              |                              |                              |                              |  |  |                           |                           |                           |                           |                           |                           |  |  |                         |                         |                         |                         |                         |                         | Dame Xu 徐氏 | Dame Xu 徐氏 | Dame Xu 徐氏 | Dame Xu 徐氏 | Dame Xu 徐氏 | Dame Xu 徐氏 |              |              |              |              |              |              |

### Lignée de Sun Zhong
Sun Zhong, marchand de melons a trois fils et une fille:
- Sun Zhong
  - Sun Qiang, frère ainé jumeau de Sun Jian dont postérité
  - Sun Jian, à l'origine de la branche du Jiangdong
  - Sun Jing, participa à la conquête du Jiangdong, dont postérité
  - Une fille au nom inconnu qui épouse Xu Zhen dont postérité :
    - Xu Kun, qui participa à la conquête du Jiangdong avec son cousin Sun Ce

### Lignée de Sun Jian,Wentai
Sun Jian épouse Madame Wu et a pour descendance quatre fils issu de ce mariage, Sun Ce, Sun Quan, Sun Yi, Sun Kuang et une fille Dame Sun. Sun Lang est né d'une concubine
|                       |                       |                       |                       |                       |                       |  |  |                             |                             |                             |                             |                             |                             |  |  | Sun Jian 孫堅 Wentai 文台 |  |                   |                   |                   |                   |                   |                   |  |  |                      |                      |                      |                      |                      |                      |  |  |                     |                     |                     |                     |                     |                     |  |  |                     |                     |                     |                     |                     |                     |
|                       |                       |                       |                       |                       |                       |  |  |                             |                             |                             |                             |                             |                             |  |  |                           |  |                   |                   |                   |                   |                   |                   |  |  |                      |                      |                      |                      |                      |                      |  |  |                     |                     |                     |                     |                     |                     |  |  |                     |                     |                     |                     |                     |                     |
|                       |                       |                       |                       |                       |                       |  |  |                             |                             |                             |                             |                             |                             |  |  |                           |  |                   |                   |                   |                   |                   |                   |  |  |                      |                      |                      |                      |                      |                      |  |  |                     |                     |                     |                     |                     |                     |  |  |                     |                     |                     |                     |                     |                     |
| Sun Ce 孫策 Bofu 伯符 | Sun Ce 孫策 Bofu 伯符 | Sun Ce 孫策 Bofu 伯符 | Sun Ce 孫策 Bofu 伯符 | Sun Ce 孫策 Bofu 伯符 | Sun Ce 孫策 Bofu 伯符 |  |  | Sun Quan 孫權 Zhongmou 仲謀 | Sun Quan 孫權 Zhongmou 仲謀 | Sun Quan 孫權 Zhongmou 仲謀 | Sun Quan 孫權 Zhongmou 仲謀 | Sun Quan 孫權 Zhongmou 仲謀 | Sun Quan 孫權 Zhongmou 仲謀 |  |  |                           |  | Sun Yi 孙翊 Shubi | Sun Yi 孙翊 Shubi | Sun Yi 孙翊 Shubi | Sun Yi 孙翊 Shubi | Sun Yi 孙翊 Shubi | Sun Yi 孙翊 Shubi |  |  | Sun Kuang 孙匡 Jizuo | Sun Kuang 孙匡 Jizuo | Sun Kuang 孙匡 Jizuo | Sun Kuang 孙匡 Jizuo | Sun Kuang 孙匡 Jizuo | Sun Kuang 孙匡 Jizuo |  |  | Sun Lang 孙朗 Zaoan | Sun Lang 孙朗 Zaoan | Sun Lang 孙朗 Zaoan | Sun Lang 孙朗 Zaoan | Sun Lang 孙朗 Zaoan | Sun Lang 孙朗 Zaoan |  |  | Sun Shangxiang 孙妃 | Sun Shangxiang 孙妃 | Sun Shangxiang 孙妃 | Sun Shangxiang 孙妃 | Sun Shangxiang 孙妃 | Sun Shangxiang 孙妃 |

- Sun Jian, général à la fin de l'Empire Han, fait Empereur posthume Wulie en 229. 
  - Sun Ce, conquérant du Jiangdong, dont postérité
  - Sun Quan, premier Empereur du Wu, dont postérité
  - Sun Yi, épouse dame Xu, dont postérité
  - Dame Sun, une des épouses de Liu Bei
  - Sun Kuang, postérité
  - Sun Lang, postérité

### Lignée de Sun Ce,Bofu
|  |  |               |               |               |               |               |               |  |  |  |  |                 |                 | Sun Ce 孫策 Bofu 伯符 |                 |                 |                 |              |              |              |              |              |              |                   |                   |                   |                   |                   |                   |                       |                       |                       |                       |                       |                       |                       |                       |  |  |             |             |             |             |             |             |         |         |
|  |  |               |               |               |               |               |               |  |  |  |  |                 |                 |                       |                 |                 |                 |              |              |              |              |              |              |                   |                   |                   |                   |                   |                   |                       |                       |                       |                       |                       |                       |                       |                       |  |  |             |             |             |             |             |             |         |         |
|  |  |               |               |               |               |               |               |  |  |  |  |                 |                 |                       |                 |                 |                 |              |              |              |              |              |              |                   |                   |                   |                   |                   |                   |                       |                       |                       |                       |                       |                       |                       |                       |  |  |             |             |             |             |             |             |         |         |
|  |  | Sun Shao 孙绍 | Sun Shao 孙绍 | Sun Shao 孙绍 | Sun Shao 孙绍 | Sun Shao 孙绍 | Sun Shao 孙绍 |  |  |  |  | Dame Sun 孙夫人 | Dame Sun 孙夫人 | Dame Sun 孙夫人       | Dame Sun 孙夫人 | Dame Sun 孙夫人 | Dame Sun 孙夫人 |              |              |              |              |              |              | Lu Xun 陆逊 Boyan | Lu Xun 陆逊 Boyan | Lu Xun 陆逊 Boyan | Lu Xun 陆逊 Boyan | Lu Xun 陆逊 Boyan | Lu Xun 陆逊 Boyan |                       |                       | une fille nom inconnu | une fille nom inconnu | une fille nom inconnu | une fille nom inconnu | une fille nom inconnu | une fille nom inconnu |  |  |             |             | Gu Shao     | Gu Shao     | Gu Shao     | Gu Shao     | Gu Shao | Gu Shao |
|  |  | Sun Shao 孙绍 | Sun Shao 孙绍 | Sun Shao 孙绍 | Sun Shao 孙绍 | Sun Shao 孙绍 | Sun Shao 孙绍 |  |  |  |  | Dame Sun 孙夫人 | Dame Sun 孙夫人 | Dame Sun 孙夫人       | Dame Sun 孙夫人 | Dame Sun 孙夫人 | Dame Sun 孙夫人 |              |              |              |              |              |              | Lu Xun 陆逊 Boyan | Lu Xun 陆逊 Boyan | Lu Xun 陆逊 Boyan | Lu Xun 陆逊 Boyan | Lu Xun 陆逊 Boyan | Lu Xun 陆逊 Boyan |                       |                       | une fille nom inconnu | une fille nom inconnu | une fille nom inconnu | une fille nom inconnu | une fille nom inconnu | une fille nom inconnu |  |  |             |             | Gu Shao     | Gu Shao     | Gu Shao     | Gu Shao     | Gu Shao | Gu Shao |
|  |  |               |               |               |               |               |               |  |  |  |  |                 |                 |                       |                 |                 |                 |              |              |              |              |              |              |                   |                   |                   |                   |                   |                   |                       |                       |                       |                       |                       |                       |                       |                       |  |  |             |             |             |             |             |             |         |         |
|  |  | Sun Feng 孙奉 | Sun Feng 孙奉 | Sun Feng 孙奉 | Sun Feng 孙奉 | Sun Feng 孙奉 | Sun Feng 孙奉 |  |  |  |  |                 |                 |                       |                 |                 |                 | Lu Kang 陸抗 | Lu Kang 陸抗 | Lu Kang 陸抗 | Lu Kang 陸抗 | Lu Kang 陸抗 | Lu Kang 陸抗 |                   |                   |                   |                   |                   |                   | une fille nom inconnu | une fille nom inconnu | une fille nom inconnu | une fille nom inconnu | une fille nom inconnu | une fille nom inconnu |                       |                       |  |  | Zhu Ji 朱纪 | Zhu Ji 朱纪 | Zhu Ji 朱纪 | Zhu Ji 朱纪 | Zhu Ji 朱纪 | Zhu Ji 朱纪 |         |         |
|  |  | Sun Feng 孙奉 | Sun Feng 孙奉 | Sun Feng 孙奉 | Sun Feng 孙奉 | Sun Feng 孙奉 | Sun Feng 孙奉 |  |  |  |  |                 |                 |                       |                 |                 |                 | Lu Kang 陸抗 | Lu Kang 陸抗 | Lu Kang 陸抗 | Lu Kang 陸抗 | Lu Kang 陸抗 | Lu Kang 陸抗 |                   |                   |                   |                   |                   |                   | une fille nom inconnu | une fille nom inconnu | une fille nom inconnu | une fille nom inconnu | une fille nom inconnu | une fille nom inconnu |                       |                       |  |  | Zhu Ji 朱纪 | Zhu Ji 朱纪 | Zhu Ji 朱纪 | Zhu Ji 朱纪 | Zhu Ji 朱纪 | Zhu Ji 朱纪 |         |         |

Sun Ce épouse Da Qiao. Conquiert et établit les bases du futur royaume de Wu. Il a un fils et trois filles, Dame Qiao est la mère de Sun Shao mais n'est pas prouvé être la mère de ses autres enfants.
- Sun Ce, 175- meurt en 200, Conquérant du Jiangdong, fait roi de Changscha en 229
  - Sun Shao[3],[4], 200-??? fait marquis en 229 par Sun Quan, meurt jeune.
    - Sun Feng, exécuté par Sun Hao, postérité inconnue

  - Dame Sun, épouse Lu Xun, dont postérité
    - Lu Kang, dernier grand stratège du Wu

  - Fille (nom inconnu) épouse Gu Shao, fils de Gu Yong
  - Fille (nom inconnu) épouse Zhu Ji, fils de Zhu Zhi

### Lignée de Sun Quan,Zhongmou
Sun Quan eut plusieurs concubines et une nombreuse descendance.Dame Xie, Xu, Yuan, fille de Yuan Shu, Dames Wang, Dame Bu et l'Impératrice Pan.
|  |  |                     |                     |                     |                     |                     |                     |  |  |                       |                       |                       |                       | Sun Quan 孫權 Zhongmou |                       |  |  |                   |                   |                   |                   |                   |                   |  |  |                       |                       |                       |                       |                       |                       |                    |                    |                    |                    |                    |                    |              |  |  |  |                        |                        |                        |                        |                        |                        |                 |                 |                       |                       |                       |                       |                       |                       |  |  |  |  |  |  |  |  |  |  |  |  |  |  |  |  |  |  |  |  |  |  |  |  |  |  |  |  |  |  |
|  |  |                     |                     |                     |                     |                     |                     |  |  |                       |                       |                       |                       |                        |                       |  |  |                   |                   |                   |                   |                   |                   |  |  |                       |                       |                       |                       |                       |                       |                    |                    |                    |                    |                    |                    |              |  |  |  |                        |                        |                        |                        |                        |                        |                 |                 |                       |                       |                       |                       |                       |                       |  |  |  |  |  |  |  |  |  |  |  |  |  |  |  |  |  |  |  |  |  |  |  |  |  |  |  |  |  |  |
|  |  |                     |                     |                     |                     |                     |                     |  |  |                       |                       |                       |                       |                        |                       |  |  |                   |                   |                   |                   |                   |                   |  |  |                       |                       |                       |                       |                       |                       |                    |                    |                    |                    |                    |                    |              |  |  |  |                        |                        |                        |                        |                        |                        |                 |                 |                       |                       |                       |                       |                       |                       |  |  |  |  |  |  |  |  |  |  |  |  |  |  |  |  |  |  |  |  |  |  |  |  |  |  |  |  |  |  |
|  |  | Sun Deng 孫登 Zigao | Sun Deng 孫登 Zigao | Sun Deng 孫登 Zigao | Sun Deng 孫登 Zigao | Sun Deng 孫登 Zigao | Sun Deng 孫登 Zigao |  |  | Sun He 孫和 Zixiao    | Sun He 孫和 Zixiao    | Sun He 孫和 Zixiao    | Sun He 孫和 Zixiao    | Sun He 孫和 Zixiao     | Sun He 孫和 Zixiao    |  |  | Sun Ba 孙霸 Ziwei | Sun Ba 孙霸 Ziwei | Sun Ba 孙霸 Ziwei | Sun Ba 孙霸 Ziwei | Sun Ba 孙霸 Ziwei | Sun Ba 孙霸 Ziwei |  |  | Sun Luban 孫魯班 Dahu | Sun Luban 孫魯班 Dahu | Sun Luban 孫魯班 Dahu | Sun Luban 孫魯班 Dahu | Sun Luban 孫魯班 Dahu | Sun Luban 孫魯班 Dahu |                    |                    |                    |                    |                    |                    |              |  |  |  | Sun Luyu 孫魯育 Xiaohu | Sun Luyu 孫魯育 Xiaohu | Sun Luyu 孫魯育 Xiaohu | Sun Luyu 孫魯育 Xiaohu | Sun Luyu 孫魯育 Xiaohu | Sun Luyu 孫魯育 Xiaohu |                 |                 | Sun Liang 孫亮 Ziming | Sun Liang 孫亮 Ziming | Sun Liang 孫亮 Ziming | Sun Liang 孫亮 Ziming | Sun Liang 孫亮 Ziming | Sun Liang 孫亮 Ziming |  |  |  |  |  |  |  |  |  |  |  |  |  |  |  |  |  |  |  |  |  |  |  |  |  |  |  |  |  |  |
|  |  | Sun Deng 孫登 Zigao | Sun Deng 孫登 Zigao | Sun Deng 孫登 Zigao | Sun Deng 孫登 Zigao | Sun Deng 孫登 Zigao | Sun Deng 孫登 Zigao |  |  | Sun He 孫和 Zixiao    | Sun He 孫和 Zixiao    | Sun He 孫和 Zixiao    | Sun He 孫和 Zixiao    | Sun He 孫和 Zixiao     | Sun He 孫和 Zixiao    |  |  | Sun Ba 孙霸 Ziwei | Sun Ba 孙霸 Ziwei | Sun Ba 孙霸 Ziwei | Sun Ba 孙霸 Ziwei | Sun Ba 孙霸 Ziwei | Sun Ba 孙霸 Ziwei |  |  | Sun Luban 孫魯班 Dahu | Sun Luban 孫魯班 Dahu | Sun Luban 孫魯班 Dahu | Sun Luban 孫魯班 Dahu | Sun Luban 孫魯班 Dahu | Sun Luban 孫魯班 Dahu |                    |                    |                    |                    |                    |                    |              |  |  |  | Sun Luyu 孫魯育 Xiaohu | Sun Luyu 孫魯育 Xiaohu | Sun Luyu 孫魯育 Xiaohu | Sun Luyu 孫魯育 Xiaohu | Sun Luyu 孫魯育 Xiaohu | Sun Luyu 孫魯育 Xiaohu |                 |                 | Sun Liang 孫亮 Ziming | Sun Liang 孫亮 Ziming | Sun Liang 孫亮 Ziming | Sun Liang 孫亮 Ziming | Sun Liang 孫亮 Ziming | Sun Liang 孫亮 Ziming |  |  |  |  |  |  |  |  |  |  |  |  |  |  |  |  |  |  |  |  |  |  |  |  |  |  |  |  |  |  |
|  |  |                     |                     |                     |                     |                     |                     |  |  | Sun Hao 孫皓 Yuanzong | Sun Hao 孫皓 Yuanzong | Sun Hao 孫皓 Yuanzong | Sun Hao 孫皓 Yuanzong | Sun Hao 孫皓 Yuanzong  | Sun Hao 孫皓 Yuanzong |  |  |                   |                   |                   |                   |                   |                   |  |  |                       |                       |                       |                       |                       |                       | Sun Xiu 孫休 Zilie | Sun Xiu 孫休 Zilie | Sun Xiu 孫休 Zilie | Sun Xiu 孫休 Zilie | Sun Xiu 孫休 Zilie | Sun Xiu 孫休 Zilie |              |  |  |  |                        |                        | Impératrice Zhu        | Impératrice Zhu        | Impératrice Zhu        | Impératrice Zhu        | Impératrice Zhu | Impératrice Zhu |                       |                       |                       |                       |                       |                       |  |  |  |  |  |  |  |  |  |  |  |  |  |  |  |  |  |  |  |  |  |  |  |  |  |  |  |  |  |  |
|  |  |                     |                     |                     |                     |                     |                     |  |  | Sun Hao 孫皓 Yuanzong | Sun Hao 孫皓 Yuanzong | Sun Hao 孫皓 Yuanzong | Sun Hao 孫皓 Yuanzong | Sun Hao 孫皓 Yuanzong  | Sun Hao 孫皓 Yuanzong |  |  |                   |                   |                   |                   |                   |                   |  |  |                       |                       |                       |                       |                       |                       | Sun Xiu 孫休 Zilie | Sun Xiu 孫休 Zilie | Sun Xiu 孫休 Zilie | Sun Xiu 孫休 Zilie | Sun Xiu 孫休 Zilie | Sun Xiu 孫休 Zilie |              |  |  |  |                        |                        | Impératrice Zhu        | Impératrice Zhu        | Impératrice Zhu        | Impératrice Zhu        | Impératrice Zhu | Impératrice Zhu |                       |                       |                       |                       |                       |                       |  |  |  |  |  |  |  |  |  |  |  |  |  |  |  |  |  |  |  |  |  |  |  |  |  |  |  |  |  |  |
|  |  |                     |                     |                     |                     |                     |                     |  |  |                       |                       |                       |                       |                        |                       |  |  |                   |                   |                   |                   |                   |                   |  |  |                       |                       |                       |                       |                       |                       |                    |                    |                    |                    |                    |                    |              |  |  |  |                        |                        |                        |                        |                        |                        |                 |                 |                       |                       |                       |                       |                       |                       |  |  |  |  |  |  |  |  |  |  |  |  |  |  |  |  |  |  |  |  |  |  |  |  |  |  |  |  |  |  |
|  |  |                     |                     |                     |                     |                     |                     |  |  |                       |                       |                       |                       |                        |                       |  |  |                   |                   |                   |                   |                   |                   |  |  |                       |                       |                       |                       |                       |                       |                    |                    |                    |                    |                    |                    | Sun Wan 孫𩅦 |  |  |  |                        |                        |                        |                        |                        |                        |                 |                 |                       |                       |                       |                       |                       |                       |  |  |  |  |  |  |  |  |  |  |  |  |  |  |  |  |  |  |  |  |  |  |  |  |  |  |  |  |  |  |

D'une concubine de bas rang, élevé par Dame Xu, mère adoptive de Sun Deng
- Sun Deng, prince héritier jusqu'à sa mort en 241. Épouse Dame Zhou, fille de Zhou Yu.

Sun Deng né en 204. Sa mère n'est pas connu, mais il est élevé par Dame Xu, première concubine de Sun Quan. Lorsque Sun Quan se déclare Empereur en 229, Sun Deng devient son héritier présomptif, mais décédè avant ce dernier.
D'une autre concubine de bas rang, de nom inconnu
- Sun Lü, marquis en 228, meurt en 232[6].

De la consort Wang
- Sun He

De la consort Xi
- Sun Ba, épouse la petite fille de Liu Yao, relatif impérial défait par Sun Ce et fille de Liu Ji, son fils[7].
  - Sun Ji
  - Sun Yi

De la consort Bu
Dame Bu ou Bu Lianshi est une relative de Bu Zhi. Elle devient la favorite de Sun Quan.
Elle donne naissance à deux filles
- Sun Luban, fiancé au fils ainé de Zhou Yu qui meurt jeune puis épouse Quan Cong[8]
- Sun Luyu, épouse Zhu Ju, officier du Wu et père de l'impératrice Zhu, épouse de Sun Xiu

De la consort Wang
- Sun Xiu, troisième Empereur du Wu, arrive au pouvoir après la déposition de son demi frère cadet Sun Liang. Se débarrasse de Sun Chen grâce à Ding Feng. Meurt en 264.

De l'impératrice Pan
- Sun Liang, deuxième empereur du Wu, choisi comme successeur par Sun Quan pour mettre un terme à la querelle de succession. Lui succède en 252, à l'âge de sept ans sous régence de Zhuge Ke, fils de Zhuge Jin. Déposé par Sun Chen.

#### Lignée de Sun He
|  |  |  |  |  |  |  |  |  |  | Sun Quan 孫權 Zhongmou | Sun Quan 孫權 Zhongmou | Sun Quan 孫權 Zhongmou | Sun Quan 孫權 Zhongmou | Sun Quan 孫權 Zhongmou | Sun Quan 孫權 Zhongmou |                    |                    |                    |                    |                    |                    | Dame Wang 王夫人      | Dame Wang 王夫人 | Dame Wang 王夫人 | Dame Wang 王夫人 | Dame Wang 王夫人 | Dame Wang 王夫人 |                |                |                |                |                |                |
|  |  |  |  |  |  |  |  |  |  | Sun Quan 孫權 Zhongmou | Sun Quan 孫權 Zhongmou | Sun Quan 孫權 Zhongmou | Sun Quan 孫權 Zhongmou | Sun Quan 孫權 Zhongmou | Sun Quan 孫權 Zhongmou |                    |                    |                    |                    |                    |                    | Dame Wang 王夫人      | Dame Wang 王夫人 | Dame Wang 王夫人 | Dame Wang 王夫人 | Dame Wang 王夫人 | Dame Wang 王夫人 |                |                |                |                |                |                |
|  |  |  |  |  |  |  |  |  |  |                        |                        |                        |                        |                        |                        |                    |                    |                    |                    |                    |                    |                       |                  |                  |                  |                  |                  |                |                |                |                |                |                |
|  |  |  |  |  |  |  |  |  |  |                        |                        |                        |                        |                        |                        | Sun He 孫和 Zixiao | Sun He 孫和 Zixiao | Sun He 孫和 Zixiao | Sun He 孫和 Zixiao | Sun He 孫和 Zixiao | Sun He 孫和 Zixiao |                       |                  |                  |                  |                  |                  | Dame He 何太后 | Dame He 何太后 | Dame He 何太后 | Dame He 何太后 | Dame He 何太后 | Dame He 何太后 |
|  |  |  |  |  |  |  |  |  |  |                        |                        |                        |                        |                        |                        | Sun He 孫和 Zixiao | Sun He 孫和 Zixiao | Sun He 孫和 Zixiao | Sun He 孫和 Zixiao | Sun He 孫和 Zixiao | Sun He 孫和 Zixiao |                       |                  |                  |                  |                  |                  | Dame He 何太后 | Dame He 何太后 | Dame He 何太后 | Dame He 何太后 | Dame He 何太后 | Dame He 何太后 |
|  |  |  |  |  |  |  |  |  |  |                        |                        |                        |                        |                        |                        |                    |                    |                    |                    |                    |                    |                       |                  |                  |                  |                  |                  |                |                |                |                |                |                |
|  |  |  |  |  |  |  |  |  |  |                        |                        |                        |                        |                        |                        |                    |                    |                    |                    |                    |                    | Sun Hao 孫皓 Yuanzong |                  |                  |                  |                  |                  |                |                |                |                |                |                |

Sun He, devient prince héritier à la mort de Sun Deng. Héritier présomptif, il se querelle avec son frère Sun Ba. Avec l'intervention de Sun Luban, il se suicide en raison de cette querelle de succession .
Sun He épouse dame He, dont postérité:
- Sun Hao, quatrième et dernier Empereur du Wu. Choisit au détriment de Sun Wan, fils de Sun Xiu. Il honore son père et sa mère du titre d'empereur et d’impératrice quand il accède au trône[11]
- Sun Qian
- Sun De

### Lignée de Sun Yi,Shubi
Sun Yi est le troisième fils de Sun Jian. Énergique comme son frère ainé, quand ce dernier décéda en 200, certains officiels se prononcèrent en sa faveur mais il n'en fut rien. Il fut assassiné en 203, par un certain Bian Hong durant un banquet. Il épouse Dame Xu. Il a un fils, Sun Song.
- Sun Yi
  - Sun Song

### Lignée de Sun Kuang,Jizuo
Sun Kuang (185-205) épouse une des filles de Cao Ren en 198, pour cimenter les relations entre Sun Ce et Cao Cao. Meurt jeune à vingt ans.
- Sun Kuang
  - Sun Tai[13]
    - Sun Xiu, petit fils de Sun Kuang, se rendit au Jin et devint un général de cavalerie[11]

## Lignées secondaires

### Lignée de Sun Qiang,Shengtai
Sun Qiang est le frère ainé de Sun Jian, il mourut jeune en 175 mais laissa deux fils, Sun Ben et Sun Fu. Sun Ben à la mort de Sun Jian hérita de ses troupes et servit Yuan Shu mais il rejoignit son cousin Sun Ce et l'aida dans ses conquêtes.
|  |  |  |  |  |  |  |  |  |  |                     |                     |                     |                     |                     |                     | Sun Zhong 孫鍾               |  |  |  |  |  |                   |                   |                   |                   |                   |                   |  |  |
|  |  |  |  |  |  |  |  |  |  |                     |                     |                     |                     |                     |                     |                              |  |  |  |  |  |                   |                   |                   |                   |                   |                   |  |  |
|  |  |  |  |  |  |  |  |  |  |                     |                     |                     |                     |                     |                     | Sun Qiang 孫羌 Shengtai 聖台 |  |  |  |  |  |                   |                   |                   |                   |                   |                   |  |  |
|  |  |  |  |  |  |  |  |  |  |                     |                     |                     |                     |                     |                     |                              |  |  |  |  |  |                   |                   |                   |                   |                   |                   |  |  |
|  |  |  |  |  |  |  |  |  |  |                     |                     |                     |                     |                     |                     |                              |  |  |  |  |  |                   |                   |                   |                   |                   |                   |  |  |
|  |  |  |  |  |  |  |  |  |  | Sun Ben 孙贲 Boyang | Sun Ben 孙贲 Boyang | Sun Ben 孙贲 Boyang | Sun Ben 孙贲 Boyang | Sun Ben 孙贲 Boyang | Sun Ben 孙贲 Boyang |                              |  |  |  |  |  | Sun Fu 孙府 Guoyi | Sun Fu 孙府 Guoyi | Sun Fu 孙府 Guoyi | Sun Fu 孙府 Guoyi | Sun Fu 孙府 Guoyi | Sun Fu 孙府 Guoyi |  |  |
|  |  |  |  |  |  |  |  |  |  | Sun Ben 孙贲 Boyang | Sun Ben 孙贲 Boyang | Sun Ben 孙贲 Boyang | Sun Ben 孙贲 Boyang | Sun Ben 孙贲 Boyang | Sun Ben 孙贲 Boyang |                              |  |  |  |  |  | Sun Fu 孙府 Guoyi | Sun Fu 孙府 Guoyi | Sun Fu 孙府 Guoyi | Sun Fu 孙府 Guoyi | Sun Fu 孙府 Guoyi | Sun Fu 孙府 Guoyi |  |  |
|  |  |  |  |  |  |  |  |  |  | Sun Lin             |                     |                     |                     |                     |                     |                              |  |  |  |  |  |                   |                   |                   |                   |                   |                   |  |  |

- Sun Qiang, (155/156 - 175ap.) frère ainé jumeau de Sun Jian, meurt jeune, a deux fils:
  - Sun Ben, Boyang assista son cousin Sun Ce dans sa conquête
    - Sun Lin, succède à son père, à sa mort en 220.

  - Sun Fu, Guoyi aida son cousin Sun Ce et le servit et servit Sun Quan mais se disgracia en entretenant une correspondance avec Cao Cao vers 208, avant la bataille de Chi Bi. Il dut s'exiler[14].

Une des filles de Sun Ben épousa Cao Zhang, dans le but de cimenter ou d'apaiser les relations entre Sun Ce et Cao Cao.

### Lignée de Sun Jing,Youtai
|  |  |                     |              |              |              |              |              |  |  |                          |                          |                          |                          | Sun Jing 孫靜 Youtai     |                          |  |  |                       |                       |                       |                       |                       |                       |  |  |                      |                      |                      |                      |                      |                      |  |  |
|  |  |                     |              |              |              |              |              |  |  |                          |                          |                          |                          |                          |                          |  |  |                       |                       |                       |                       |                       |                       |  |  |                      |                      |                      |                      |                      |                      |  |  |
|  |  |                     |              |              |              |              |              |  |  |                          |                          |                          |                          |                          |                          |  |  |                       |                       |                       |                       |                       |                       |  |  |                      |                      |                      |                      |                      |                      |  |  |
|  |  | Sun Gao 孙皓        | Sun Gao 孙皓 | Sun Gao 孙皓 | Sun Gao 孙皓 | Sun Gao 孙皓 | Sun Gao 孙皓 |  |  | Sun Yu 孫瑜 Zhongyi 聖台 | Sun Yu 孫瑜 Zhongyi 聖台 | Sun Yu 孫瑜 Zhongyi 聖台 | Sun Yu 孫瑜 Zhongyi 聖台 | Sun Yu 孫瑜 Zhongyi 聖台 | Sun Yu 孫瑜 Zhongyi 聖台 |  |  | Sun Jiao 孙皎 Shulang | Sun Jiao 孙皎 Shulang | Sun Jiao 孙皎 Shulang | Sun Jiao 孙皎 Shulang | Sun Jiao 孙皎 Shulang | Sun Jiao 孙皎 Shulang |  |  | Sun Huan 孙奂 Jiming | Sun Huan 孙奂 Jiming | Sun Huan 孙奂 Jiming | Sun Huan 孙奂 Jiming | Sun Huan 孙奂 Jiming | Sun Huan 孙奂 Jiming |  |  |
|  |  | Sun Gao 孙皓        | Sun Gao 孙皓 | Sun Gao 孙皓 | Sun Gao 孙皓 | Sun Gao 孙皓 | Sun Gao 孙皓 |  |  | Sun Yu 孫瑜 Zhongyi 聖台 | Sun Yu 孫瑜 Zhongyi 聖台 | Sun Yu 孫瑜 Zhongyi 聖台 | Sun Yu 孫瑜 Zhongyi 聖台 | Sun Yu 孫瑜 Zhongyi 聖台 | Sun Yu 孫瑜 Zhongyi 聖台 |  |  | Sun Jiao 孙皎 Shulang | Sun Jiao 孙皎 Shulang | Sun Jiao 孙皎 Shulang | Sun Jiao 孙皎 Shulang | Sun Jiao 孙皎 Shulang | Sun Jiao 孙皎 Shulang |  |  | Sun Huan 孙奂 Jiming | Sun Huan 孙奂 Jiming | Sun Huan 孙奂 Jiming | Sun Huan 孙奂 Jiming | Sun Huan 孙奂 Jiming | Sun Huan 孙奂 Jiming |  |  |
|  |  | Sun Cong 孫恭       |              |              |              |              |              |  |  |                          |                          |                          |                          |                          |                          |  |  |                       |                       |                       |                       |                       |                       |  |  |                      |                      |                      |                      |                      |                      |  |  |
|  |  |                     |              |              |              |              |              |  |  |                          |                          |                          |                          |                          |                          |  |  |                       |                       |                       |                       |                       |                       |  |  |                      |                      |                      |                      |                      |                      |  |  |
|  |  | Sun Jun 孫峻 Ziyuan |              |              |              |              |              |  |  |                          |                          |                          |                          |                          |                          |  |  |                       |                       |                       |                       |                       |                       |  |  |                      |                      |                      |                      |                      |                      |  |  |

Sun Jing est le fils de Sun Zhong et le frère cadet de Sun Jian, il assista son neveu, Sun Ce dans sa conquête du Jiangdong, notamment contre Wang Lang. Il se retira sur les terres que Sun Ce lui accorda, et ne joua plus de rôle prépondérant. Ses fils servirent Sun Ce et Sun Quan.
- Sun Jing
  - Sun Gao, général du Wu.
  - Sun Yu (177-215) général du Wu.
  - Sun Jiao[16],[17] vers 180-meurt en 219
  - Sun Huan (195-234) administrateur de Jiangxia et général du Wu

#### Lignée de Sun Gao
Sun Gao, fils ainé de Sun Jing, il est appelé Sun Hao dans le Sanguozhi et ne doit pas être confondu avec Sun Hao, petit fils de Sun Quan et dernier Empereur du Wu.
- Sun Gao
  - Sun Chuo, commandant de garnison sous Sun Quan.
    - Sun Chen, régent du Wu, à la mort de Sun Jun.

  - Sun Cong[18], officiel mineur du Wu.
    - Sun Jun, occupe le poste de régent du Wu sous Sun Liang en assassinant Zhuke Ke.

#### Lignée de Sun Yu
Sun Yu 176-215 est le fils de Sun Jing, il a cinq fils d’après le SGZ.
- Sun Yu
  - Sun Mi
  - Sun Xi
  - Sun Yao
  - Sun Man, atteint le rang de Marquis.
  - Sun Hong

### Lignée de Sun/Yu Shao
Sun He est un cousin Sun Jian, qu'il accompagne. Ce dernier se voit conférer le nom de Yu par adoption dans ce clan pour continuité dynastique. Son neveu Yu Shao, reçut également le nom Sun conféré par Sun Ce qui le conféra à sa descendance.
- Sun/Yu He, meurt en 204.
- Yu/Sun Shao, neveu du précédent, général du Wu, dans le Roman des Trois Royaumes, fils adoptif de Sun Ce
  - Sun Yu
  - Sun Kai, mis en accusation par Sun Hao, s’exile en Jin
  - Sun Yi, officier de Ding Feng, envoyé avec ce dernier pour prendre Shoushun, pour soutenir Jiang Wei[21]. Ce dernier faisant face à l'invasion du Wei.